# Phyllodoce williamsi
Phyllodoce williamsi är en ringmaskart som först beskrevs av Hartman 1936.  Phyllodoce williamsi ingår i släktet Phyllodoce och familjen Phyllodocidae. Inga underarter finns listade i Catalogue of Life.